# I Salonisti
I Salonisti sono un quintetto svizzero di musica da camera, musica classica ed occasionalmente colonne sonore.
I cinque musicisti vivono e lavorano a Berna.

## Carriera
I Salonisti si sono esibiti ai più importanti festival internazionali e in alcune rinomate sedi nel mondo, tra cui il Teatro La Fenice di Venezia, la Wigmore Hall di Londra, il Suntory Hall di Tokyo e sono una presenza fissa al Festival di Lucerna. Tuttavia sono noti al pubblico soprattutto per aver interpretato l'orchestra di bordo dell'RMS Titanic nell'omonimo film del 1997 diretto da James Cameron. Successivamente hanno continuato ad esibirsi in tutto il mondo, anche grazie alla fama acquisita con il film, e hanno vinto alcuni premi discografici.

## Riconoscimenti
- 1984: disco del mese per Nostalgico
- 1985: disco del mese per Humoresque
- 1989: Grand Prix du Disque per Orient Express
- 1998: premio discografico Echo Klassik

## Discografia
- 2012: Titanic-Soundtrack (con cofanetto da 2 o 4 CD, con uno esclusivamente di musica de I Salonisti)
- 2011: Quel temps fait-il à Paris?
- 2009: Les chemins d'amour
- 2004: Best of I SALONISTI / Decca
- 1999: Soundtrack – Let's Go To The Movies with I SALONISTI / Sony
- 1999: Bon voyage – A Musical Journey Around The Americas / Decca
- 1998: The Last Dance – Music from a vanishing Era / BMG Classics
- 1997: And the Band Played on – Music played on the Titanic / Decca
- 1997: Tangos Argentinos / RCA Classics
- 1994: Comme ci – comme ça – Virtuoso Encores / Decca
- 1992: Por Favor – Music from Latin America / Decca
- 1991: Gypsy Caprice – Gypsy Music from Eastern Europe / Decca
- 1990: Trans-Siberian Express – The Music of Russia / Decca
- 1989: Trans-Atlantic – A Musical Voyage / Decca
- 1989: Orient Express – The Romance of a Great Journey / Decca
- 1988: Hej Cigany! – Music from the Gypsy Salon / EMI
- 1986: Intermezzo – Music from Opera, Operetta and Musical / RCA Classics
- 1986: Mélodie / EMI
- 1985: Café Victoria – Argentinische Tangos / EMI
- 1984: Nostalgico – Argentinische Tangos / EMI
- 1984: Humoresque / EMI
- 1983: Serenata / EMI / eurodisc

## DVD
- 2005: Achmed, il principe fantastico – film muto di Lotte Reiniger (1926) / absolut medien / arte edizione Nr. 750
- 1990: Orient Express – A Panorama of Europe with the Music of I SALONISTI / Decca